# ASNARO-2
ASNARO-2 (Ka LP-M) ist ein Erdbeobachtungssatellit der japanischen Firma Japan Space Systems (JSS) und der zweite einer Serie experimenteller Erdbeobachtungssatelliten.
Er wurde am 17. Januar 2018 um 21:06:11 UTC mit einer Epsilon-Trägerrakete vom Raketenstartplatz Uchinoura Space Center in eine sonnensynchrone Umlaufbahn gebracht. Das Akronym ASNARO steht für „New System Architecture for Observation“. Die Mission folgt auf ASNARO-1, ein elektro-optischer Erdbeobachtungssatellit, der im November 2014 mit einer Dnepr-Rakete in Russland gestartet worden war.
Der dreiachsenstabilisierte Satellit ist mit einem abbildenden Radar namens XSAR („Synthetic Aperture Radar“) ausgerüstet, das in drei unterschiedlichen Modi im X-Band-Bereich arbeitet und in der Lage ist, im Spotlight Mode Oberflächendetails auf der Erde noch mit einer Größe von unter einem Meter pro Bildpunkt mit einer Schwadbreite von 10 km auszumachen. Im ScanSAR Mode werden eine Auflösung von weniger als 16 m und eine Schwadbreite von 50 km erreicht. Die beiden Solargeneratoren liefern zum Lebensende des Satelliten 1,3 Kilowatt an elektrischer Leistung. ASNARO-2 wurde auf Basis des NEXTAR-NX-300L-Satellitenbusses der Firma NEC gebaut und besitzt eine geplante Lebensdauer von 5 Jahren. Die Lageregelung übernehmen vier 3-Newton-Hydrazin-Triebwerke mit einem Treibstoffvorrat von 45 kg.